# Kruna sv. Stjepana
Kruna sv. Stjepana (mađ. Szent Korona) kruna je kojom su krunjeni hrvatsko-ugarski kraljevi od 13. stoljeća. S njom su bile povezane Zemlje Krune sv. Stjepana.